# 125th Street (stacja metra na Lenox Avenue Line)
125th Street – stacja metra nowojorskiego, na linii 2 i 3. Znajduje się w dzielnicy Manhattan, w Nowym Jorku i zlokalizowana jest pomiędzy stacjami 135th Street i 116th Street. Została otwarta 23 listopada 1904.